# Conilurus
Conilurus är ett släkte av gnagare med två arter som ingår i familjen råttdjur. En art är utdöd.
Dessa gnagare förekommer eller förekom i Australien och på Nya Guinea. De vistas i gräsmarker, buskskogar, vid stranden och i ansamlingar av träd. Individerna klättrar i växtligheten eller går på marken. De är aktiva på natten och vilar i trädens håligheter eller i den täta växtligheten. Conilurus penicillatus bygger bon av växtdelar. Honor kan troligen para sig hela året. Dräktigheten varar 33 till 35 dagar och ungarna är cirka 20 dagar efter födelsen självständiga.
Individerna når en kroppslängd (huvud och bål) av 165 till 200 mm och en svanslängd av 180 till 215 mm. Conilurus albipes hade en mjuk päls och hos Conilurus penicillatus är pälsen mera grov. Pälsens färg är på ovansidan brun till svartbrun och vid buken och fötterna ljusare till vitaktig. Svansen hos Conilurus albipes var likaså mörk på ovansidan och ljusare på undersidan. Den levande arten har antingen en helsvart svans eller svansen är vid roten ljusare. Vid svansens spets finns en tofs.
Conilurus penicillatus hotas av introducerade fiender som hundar samt av konkurrenter som hjortdjur och tamboskap. IUCN listar arten som nära hotad (NT). Conilurus albipes var vanlig under senare 1800-talet och den betraktades till och med som ett skadedjur. Det är inte helt utrett vad som utrotade arten men troligen var tamkatter och betesdjur som förändrade landskapet delaktig.
Arter enligt Catalogue of Life och Wilson & Reeder (2005):
- Conilurus albipes, är utdöd
- Conilurus penicillatus